# Tinya del cuir cabellut
La tinya del cuir cabellut (coneguda també en llatí com a tinea capitis; o com tinya del cap o tinya del cabell) és una infecció per fongs cutània (dermatofitosi) del cuir cabellut. La malaltia és causada principalment per dermatòfits dels gèneres Trichophyton i Microsporum que envaeixen la tija del cabell. La presentació clínica sol ser una o múltiples clapes de pèrdua de cabell, de vegades amb un patró de "punt negre" (sovint amb pèls trencats), que pot anar acompanyat d'inflamació, descamació, pústules i picor. Poc freqüent en adults, la tinea capitis es veu predominantment en nens prepuberals, més sovint en nens que en nenes. La forma més inflamatòria s'anomena queri.
Almenys vuit espècies de dermatòfits estan associades amb la tinea capitis. Els casos d'infecció per Trichophyton predominen des d'Amèrica Central fins als Estats Units i en algunes parts d'Europa occidental. Les infeccions per espècies de Microsporum es troben principalment a Amèrica del Sud, Europa central i meridional, Àfrica i Orient Mitjà. La malaltia és infecciosa i es pot transmetre per humans, animals o objectes que alberguen el fong. El fong també pot existir en estat portador al cuir cabellut, sense simptomatologia clínica.
El tractament de la tinea capitis requereix un agent antifúngic oral, com la griseofulvina, la terbinafina, l'itraconazole o el fluconazole.